# Jóború Magda
Jóború Magda (Csáktornya, 1918. október 1. – Budapest, 1982. március 19.) kommunista művelődéspolitikus, pedagógus, könyvtáros, az Országos Széchényi Könyvtár főigazgatója. Ajtai Miklós (1914–1982) politikus felesége.

## Életútja
Középiskolai tanulmányait Kunszentmiklóson végezte 1928 és 1936 között. Ezután a Pázmány Péter Tudományegyetem magyar–latin szakára járt, ahol 1941-ben szerezte meg tanári diplomáját, 1943-ban – kormányzói kitüntetéssel, „sub auspiciis gubernatoris” – a bölcsészdoktori oklevelet.
1941-től 1946-ig a mezőtúri leánygimnáziumban tanított. 1945 után belépett a Magyar Kommunista Pártba, és 1946 első felében elvégezte annak hat hónapos pártiskoláját. 1946–1947-ben a budapesti Zrínyi Ilona Népi Kollégiumot igazgatta. 1947 és 1952 között a Kommunista Párt, illetve a Magyar Dolgozók Pártja Központi Vezetőségének tagjaként, országgyűlési képviselőként, 1948 és 1950 között a Magyar Nők Demokratikus Szövetsége főtitkáraként működött. 1950-ben oktatásügyi miniszterhelyettessé nevezték ki, e posztot 1958-ig töltötte be. Ebben az évben kinevezték az Országos Széchényi Könyvtár főigazgatójává. 1962-ben elnyerte a neveléstudományok kandidátusa fokozatot, egy évvel később az ELTE BTK Pedagógiai Tanszékének címzetes egyetemi docense lett. 1972-ig oktatott az egyetemen neveléstörténetet. 1964 és 1972 között az UNESCO Végrehajtó Bizottságában, 1966. augusztus 1-jétől 1968. december 16-áig – rendkívüli meghatalmazott nagykövetként – az UNESCO párizsi központjában képviselte Magyarországot. Utóbbi időszakban Sebestyén Géza vezette az OSZK-t, visszatérése után Jóború újból átvette az intézmény irányítását. 1974-től a Magyar UNESCO Bizottság elnökeként is tevékenykedett, ugyanebben az évben a szervezet XVIII. Közgyűlésének elnökévé választották.
1959 és 1961 között a Magyar Könyvszemle szerkesztőbizottságának tagja volt. 1973 májusában az Országos Könyvtárügyi és Dokumentációs Tanács, 1981-ben a Magyar Pedagógiai Társaság elnöke lett.
Férje halála után egy hónappal öngyilkosságot követett el.

## Munkássága
Kutatóként az ideológiai nevelés kérdéseivel, a Horthy-korszak neveléstörténetével, a magyar művelődéspolitika történetével és összehasonlító pedagógiával foglalkozott. Művelődéspolitikusként az általános és középiskolai oktatás területét felügyelte. A Petőfi Kör 1956. szeptember 28-ai és október 12-ei pedagógiai vitájának egyik vezetője volt.

## Díjai, elismerései
1948-ban megkapta a Kossuth-érdemrend harmadik fokozatát. Háromszor tüntették ki a Munka Érdemrend legmagasabb fokozatával. Az UNESCO-ban végzett tevékenységéért elnyerte a szervezet Aranyérmét.

## Főbb művei
- Akadémiai drámai pályaművek, 1857–88 (Mezőtúr, 1942)
- Fasizmus és a második világháború; Szikra Ny., Bp., 1947 (A Magyar Nők Demokratikus Szövetsége vezetőképző tanfolyamának anyagából)
- Megvédjük a békét: Révai József beszéde. Jóború Magda megnyitója és zárszava, Mekis József, Bereczky Albert stb. hozzászólásai. 1949. március 25-én; Magyar Értelmiség Nemzeti Bizottsága, Bp., 1949
- A nevelés célja és feladatai népi demokráciánkban (Budapest, 1952)
- A politechnikai oktatás szerepe az ifjúság kommunista nevelésében (Budapest, 1954)
- A magyar köznevelés jelenlegi szervezete és problémái (Budapest, 1958)
- Élet és iskola. A modern köznevelés történelmi és társadalmi háttere (Budapest, 1961)
- A középiskola szerepe a Horthy-korszak művelődéspolitikájában; Tankönyvkiadó, Bp., 1963 (Neveléstörténeti könyvtár)
- A kapitalista országok közoktatásügye 1918-tól napjainkig (Budapest, 1964)
- A köznevelés a Horthy-korszakban. Alsó- és középfokú oktatás (Budapest, 1972)
- Neveléstörténet (többekkel; Budapest, 1973)

## Források

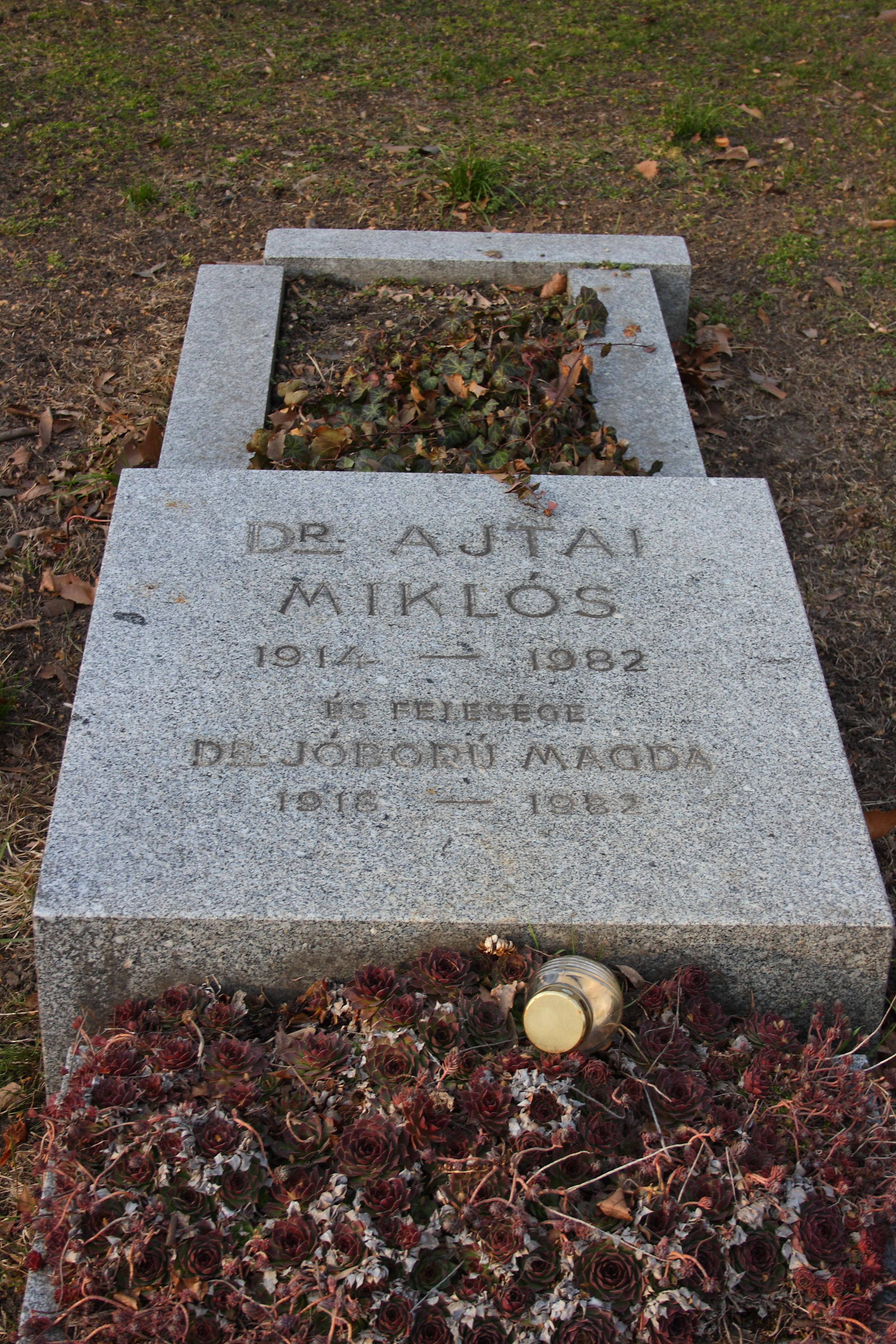
Jóború Magda és férje síremléke a Kerepesi temető munkásmozgalmi panteonjához vezető sétányon